# Pilar Carracelas
Pilar Carracelas Argiz (Barcelona, 9 de febrero de 1984) es una periodista española. 
Estudió periodismo es la Universidad Autónoma de Barcelona y se especializó en análisis político en la Universidad Abierta de Cataluña. Ha trabajado en canales de televisión pública, como TVE y TV3, y en medios privados como la emisora de radio RAC1, el periódico digital catalán El Nacional.cat y el canal de televisión laSexta. Actualmente trabaja de periodista freelance, colaborando como tertuliana en varios programas de RAC1, TV3, 8tv y Deutsche Welle en español, entre otros, además de dirigir estrategias de contenidos en línea en el laboratorio de diseño web Sitelabs.